# Гетто в Молчади
Гетто в Мо́лчади (июль 1941 — 18 июля 1942) — еврейское гетто, место принудительного переселения евреев деревни Молчадь Барановичского района Брестской области и близлежащих населённых пунктов в процессе преследования и уничтожения евреев во время оккупации территории Белоруссии войсками нацистской Германии в период Второй мировой войны.

## Оккупация Молчади и создание гетто
Перед войной в деревне Молчадь (Молчадский сельсовет) проживало 1 020 евреев.
Деревня была оккупирована немецкими войсками с июня 1941 года по июль 1944 года.
Реализуя нацистскую программу уничтожения евреев, немцы создавали гетто почти во всех городах и населённых пунктах Беларуси, где проживало еврейское население. Так и в Молчади в июле 1941 года оккупанты согнали в гетто местных евреев и евреев из ближайших деревень.

## Уничтожение евреев Молчади
В мае 1942 года евреев заставили вырыть котлован на «Поповских горах». В ночь на 15 июля 1942 года нацисты и полицейские отбирали евреев группами по 100—120 человек и уводили к котловану, раздевали донага и расстреливали.
Четырёхлетнюю дочь Зоси Шмилович немцы застрелили на улице, потому что она не успевала идти за остальными. Иосифа Синявского с женой и двумя детьми нашли на чердаке и убили на месте, прямо в постели застрелили больного Хаима Менделевича. 15 июля 1942 года расстреляли семью фельдшера Бочко, а двух его дочерей изнасиловали и затем убили.
После этого немцы объявили, что всем оставшимся евреям гарантируют жизнь и работу если они переселятся в гетто. Буквально через 10 дней состоялась очередная «акция» (таким эвфемизмом нацисты называли организованные ими массовые убийства). С 15 по 18 июля 1942 года в урочище «Поповские горы» были расстреляны 3665 человек из Молчади и близлежащих населённых пунктов — среди которых почти все были евреи, а также 50 белорусов и 5 или 15 военнопленных.
Организаторами и исполнителями убийств были: заместитель гебитскомиссара Барановичей и Барановичского округа, руководитель войск СС (в одном лице) Крамфф, лейтенант войск СС Монджек и другие. Каратели приезжали в Молчадь и из других районов Барановической области.
В том же году, позднее, во время очередной акции массового уничтожения в Молчади были убиты и захоронены в урочище «Поповские горы» более 200 последних узников гетто, работавших на торфяном предприятии.

## Память
В 1977 году в Молчади был установлен памятник «советским гражданам, погибшим от рук фашистов».
В 2000-х годах на новом памятнике жертвам геноцида евреев на белорусском, английском и иврите были выбиты слова: «Тут в 1942 году были зверски замучены 3 600 евреев — местных жителей».